# Searsia pyroides
Searsia pyroides är en sumakväxtart som först beskrevs av William John Burchell, och fick sitt nu gällande namn av Moffett. Searsia pyroides ingår i släktet Searsia och familjen sumakväxter.

## Underarter
Arten delas in i följande underarter:
- S. p. dinteri
- S. p. gracilis
- S. p. integrifolia